# Taishū Kase
Taishū Kase (jap. 加勢 大周, Kase Taishū; * 29. Dezember 1969) ist ein japanischer Schauspieler. 
Er war in verschiedenen japanischen und taiwanesischen Produktionen beteiligt. Sein Debüt war im Jahr 1990 mit dem Film Inamura Jane (Hauptrolle). 2003 stellte er bei der Hyakumangoku-Parade in Kanazawa den Fürsten Maeda Toshiie dar.
1991 wurde er bei den Japanese Academy Awards als bester Newcomer ausgezeichnet. 

## Filmografie

### Film
- Inamura Jane (1990)
- Tsuribaka nisshi supesharu (1994)
- Burai heiya (1995)
- Swing Man (2000)
- Family 2 (2001)
- Puratonikku sekusu (2001)
- Gokudō seisen: Jihādo (2002)
- Gokudō seisen: Jihādo II (2002)
- Gokudō seisen: Jihādo III (2002)
- Jitsuroku hitman - Tsuma sono koi (実録　ヒットマン　～妻　その愛～, 2002)
- Nihon no Shuryō (日本の首領, 2004)
- Custom Made 10.30 (2005)

### Dorama
- Omiyasan 3 (2004, TV Asahi)
- Hyaku nen no koi (2003, NHK)
- Shinjitsu ichiro (2003, Fuji TV)
- Omiyasan 2 (2003, TV Asahi)
- Omiyasan (2002, TV Asahi)
- Shomuni (Fuji TV)
- Kabachitare (2001)
- Happy 2 (2000, TV Tokyo)
- Omiai Kekkon (2000, Fuji TV)
- Tomodachi no koibito (1997)
- Natsu! Depāto monogatari (1995)
- Ningen Shikkaku: Tatoeba bokuga shindara (1994)
- A.D. Boogie (1991)
- Gakkō he ikō